# Чемпионат Европы по лёгкой атлетике 2018 — эстафета 4×100 метров (мужчины)
Соревнования в эстафете 4×100 метров у мужчин на чемпионате Европы по лёгкой атлетике 2018 года прошли 12 августа в Берлине на Олимпийском стадионе.
К соревнованиям были допущены 16 сильнейших сборных Старого Света, определявшиеся по сумме двух лучших результатов, показанных в период с 1 января 2017 года по 22 июля 2018 года.
Действующим чемпионом Европы в эстафете 4×100 метров являлась сборная Великобритании.

## Медалисты
| Золото | Серебро                                                                    | Бронза                                                                          |
| Великобритания · Чиджинду Уджа · Зарнел Хьюз · Адам Джемили · Харри Эйкинес-Эрьити · Нетанил Митчелл-Блейк | Турция · Эмре Зафер Барнс · Жак Харви · Игитджан Хекимоглу · Рамиль Гулиев | Нидерланды · Кристофер Гария · Чуранди Мартина · Хенсли Паулина · Таймир Бёрнет |

## Рекорды
До начала соревнований действующими были следующие рекорды.
| Мировой рекорд                   | Ямайка · Неста Картер · Майкл Фрэйтер · Йохан Блейк · Усэйн Болт                       | 36,84 | Лондон, Великобритания | 11 августа 2012 |
| Рекорд Европы                    | Великобритания · Чиджинду Уджа · Адам Джемили · Дэниел Талбот · Нетаниль Митчелл-Блейк | 37,47 | Лондон, Великобритания | 12 августа 2017 |
| Рекорд чемпионатов Европы        | Франция · Макс Мориньер · Даниэль Сангума · Жан-Шарль Труабаль · Брюно Мари-Роз        | 37,79 | Сплит, Югославия       | 1 сентября 1990 |
| Лучший результат сезона в мире   | Великобритания · Чиджинду Уджа · Жарнел Хьюз · Адам Джемили · Нетаниль Митчелл-Блейк   | 37,61 | Лондон, Великобритания | 22 июля 2018    |
| Лучший результат сезона в Европе | Великобритания · Чиджинду Уджа · Жарнел Хьюз · Адам Джемили · Нетаниль Митчелл-Блейк   | 37,61 | Лондон, Великобритания | 22 июля 2018    |

## Расписание
| Дата            | Время | Раунд соревнований     |
| --------------- | ----- | ---------------------- |
| 12 августа 2018 | 19:40 | Предварительные забеги |
| 12 августа 2018 | 21:35 | Финал                  |

Время местное (UTC+2:00)

## Результаты
Обозначения: Q — Автоматическая квалификация | q — Квалификация по показанному результату | WR — Мировой рекорд | ER — Рекорд Европы | CR — Рекорд чемпионатов Европы | NR — Национальный рекорд | NU23R — Национальный рекорд среди молодёжи | WL — Лучший результат сезона в мире | EL — Лучший результат сезона в Европе | SB — Лучший результат в сезоне | DNS — Не стартовали | DNF — Не финишировали | DQ — Дисквалифицированы

### Предварительные забеги
Квалификация: первые 3 команды в каждом забеге (Q) плюс 2 лучших по времени (q) проходили в финал.

Отбор не смогли пройти сильные команды Германии и Италии. Хозяева соревнований упали при заключительной передаче эстафетной палочки, а итальянцы были дисквалифицированы за передачу эстафеты за пределами отведённой зоны.
| Место | Команда                                                                                          | Забег | Результат | Примечания |
| ----- | ------------------------------------------------------------------------------------------------ | ----- | --------- | ---------- |
| 1     | Великобритания (Чиджинду Уджа, Зарнел Хьюз, Адам Джемили, Нетанил Митчелл-Блейк)                 | 1     | 37,84     | Q          |
| 2     | Нидерланды (Кристофер Гария, Чуранди Мартина, Хенсли Паулина, Таймир Бёрнет)                     | 1     | 38,30     | Q          |
| 3     | Турция (Эмре Зафер Барнс, Жак Али Харви, Игитджан Хекимоглу, Рамиль Гулиев)                      | 1     | 38,30     | Q, =NR     |
| 4     | Франция (Меба-Микаэль Зезе, Марвин Рене, Стюарт Дютамби, Мухамаду Фалл)                          | 2     | 38,62     | Q          |
| 5     | Украина (Александр Соколов, Эмиль Ибрагимов, Владимир Супрун, Сергей Смелик)                     | 2     | 38,86     | Q, SB      |
| 6     | Чехия (Зденек Стромшик, Ян Велеба, Ян Ирка, Павел Маслак)                                        | 1     | 38,94     | q, SB      |
| 7     | Португалия (Жозе Лопеш, Диогу Антунеш, Фредерику Курвелу, Карлуш Насименту)                      | 1     | 39,09     | q, SB      |
| 8     | Финляндия (Ээту Рантала, Отто Альфорс, Оскари Лехтонен, Самуэль Пурола)                          | 2     | 39,11     | Q, NR      |
| 9     | Испания (Патрик Чинеду Ике, Поль Ретамаль, Даниэль Родригес, Анхель Давид Родригес)              | 2     | 39,12     | SB         |
| 10    | Швейцария (Сугантан Сомасундаран, Сильван Викки, Флориан Клива, Алекс Уилсон)                    | 2     | 39,13     | SB         |
| 11    | Греция (Эфтимиос Стериулис, Иоаннис Нифантопулос, Панайотис Тривизас, Ликургос-Стефанос Цаконас) | 1     | 39,49     | SB         |
| 12    | Румыния (Костин Хомюк, Александру Терпезан, Йонуц Нягое, Петре Резмивеш)                         | 1     | 39,63     |            |
| 13 !  | Швеция (Деннис Леал, Стефан Тернувуд, Феликс Свенссон, Тони Дарква)                              | 1     | DNF       |            |
| 13 !  | Германия (Кевин Кранц, Патрик Домогала, Юлиан Ройс, Лукас Якубчик)                               | 2     | DNF       |            |
| 15 !  | Италия (Федерико Каттанео, Эсеоса Десалу, Давиде Маненти, Филиппо Торту)                         | 2     | DQ        |            |
| 15 !  | Польша (Эрик Хампель, Ремигиуш Ольшевский, Доминик Копец, Пшемыслав Словиковский)                | 2     | DQ        |            |

### Финал

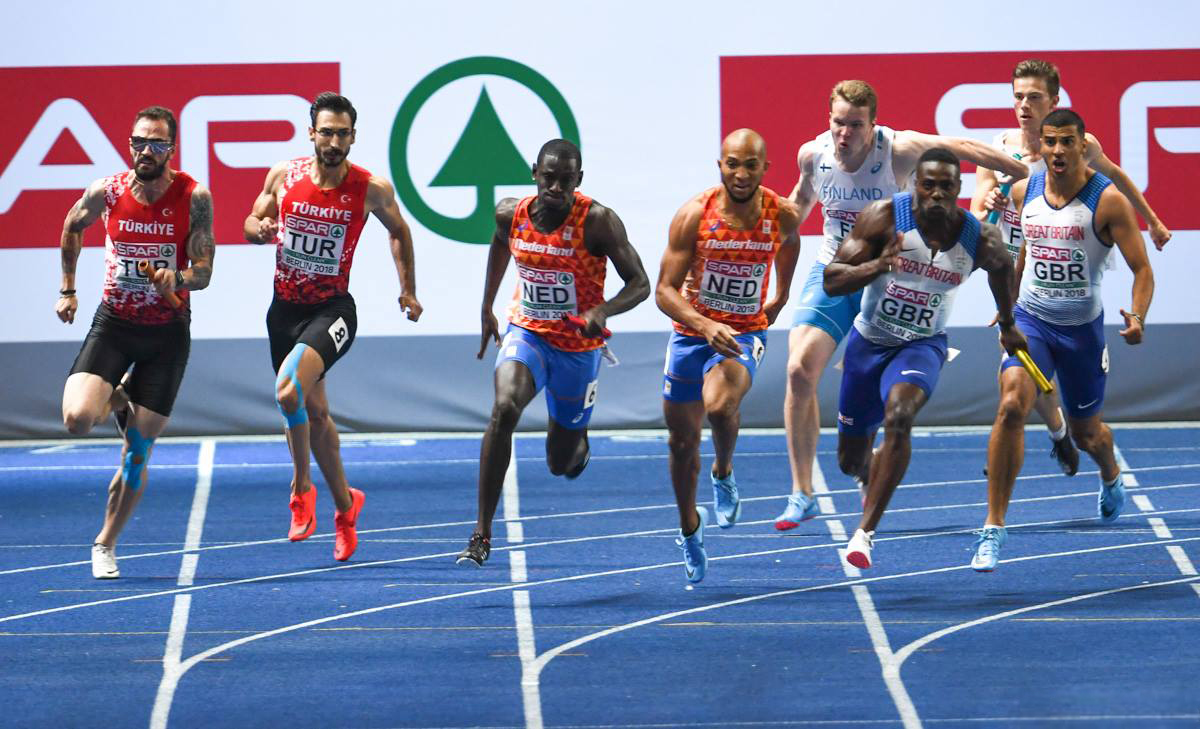
Заключительная передача эстафетной палочки
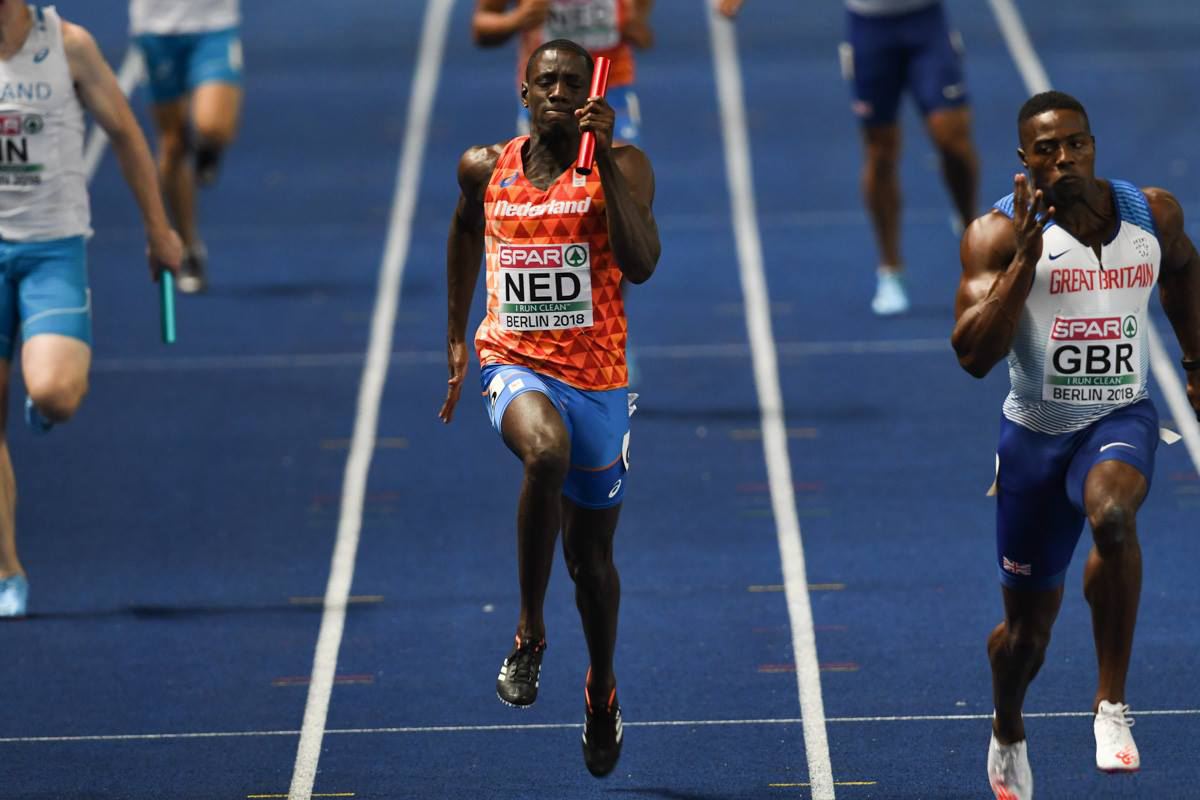
Таймир Бёрнет (слева) и Харри Эйкинс-Эрьити
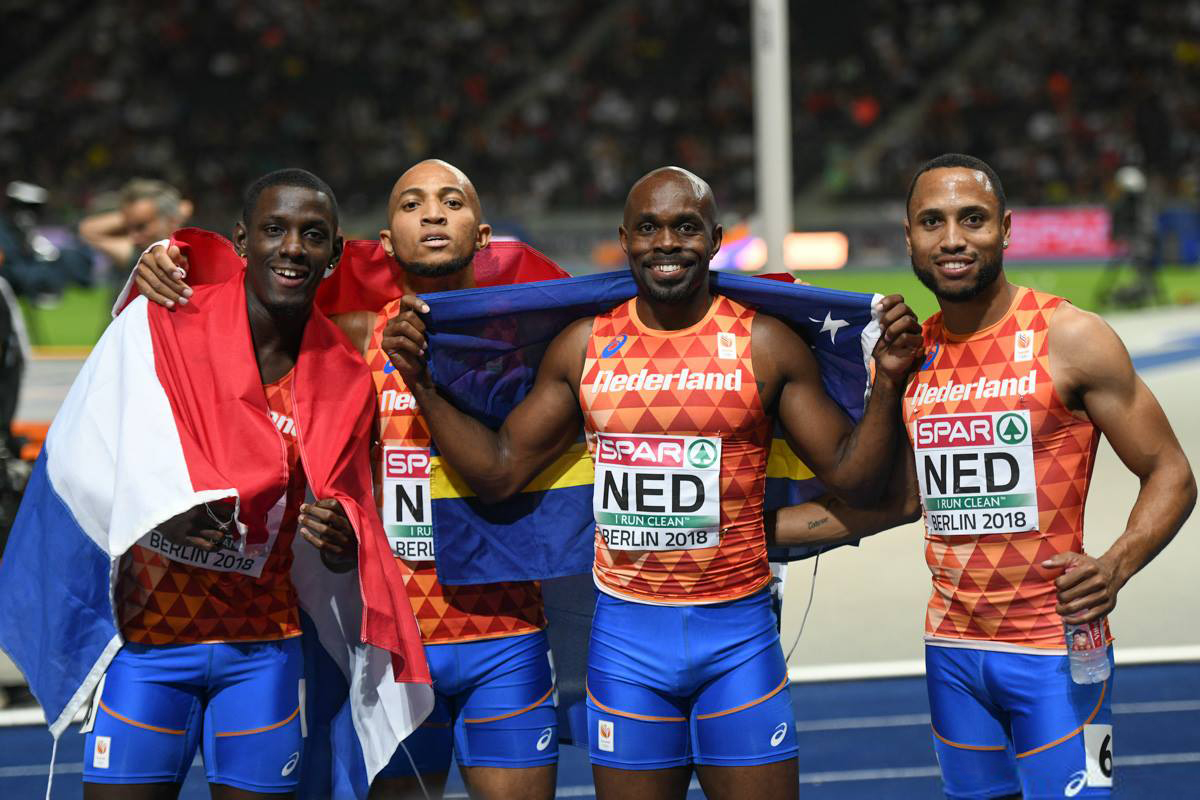
Бронзовые призёры из Нидерландов (слева направо): Бёрнет, Паулина, Мартина, Гария

Финал в эстафете 4×100 метров у мужчин состоялся 12 августа 2018 года. На третьем чемпионате Европы подряд уверенную победу одержали бегуны из Великобритании. Им не помешала даже травма финишёра Нетаниля Митчелл-Блейка, которую тот получил в предварительном забеге — в финале его заменил Харри Эйкинс-Эрьити. Британцы всего 0,01 секунды уступили рекорду соревнований. Сборная Турции завоевала первую медаль континентального первенства в эстафете с новым рекордом страны — 37,98. Во второй раз в истории турнира две команды пробежали быстрее 38 секунд. Легкоатлеты из Нидерландов с национальным рекордом (38,03) стали бронзовыми призёрами.
| Место | Команда                                                                         | Результат | Примечания |
| ----- | ------------------------------------------------------------------------------- | --------- | ---------- |
| 1     | Великобритания (Чиджинду Уджа, Жарнел Хьюз, Адам Джемили, Харри Эйкинес-Эрьити) | 37,80     |            |
| 2     | Турция (Эмре Зафер Барнс, Жак Али Харви, Игитджан Хекимоглу, Рамиль Гулиев)     | 37,98     | NR         |
| 3     | Нидерланды (Кристофер Гария, Чуранди Мартина, Хенсли Паулина, Таймир Бёрнет)    | 38,03     | NR         |
| 4     | Франция (Микаэль-Меба Зезе, Марвин Рене, Стюарт Дютамби, Мухамаду Фалл)         | 38,51     | SB         |
| 5     | Украина (Александр Соколов, Эмиль Ибрагимов, Владимир Супрун, Сергей Смелик)    | 38,71     | SB         |
| 6     | Финляндия (Ээту Рантала, Отто Альфорс, Оскари Лехтонен, Самуэль Пурола)         | 38,92     | NR         |
| 7     | Португалия (Жозе Лопеш, Диогу Антунеш, Фредерику Курвелу, Карлуш Насименту)     | 39,07     | SB         |
| 8 !   | Чехия (Зденек Стромшик, Ян Велеба, Ян Ирка, Павел Маслак)                       | DNS       |            |